# Palmula
Palmula es un género de foraminífero bentónico de la subfamilia Palmulinae, de la familia Vaginulinidae, de la superfamilia Nodosarioidea, del suborden Lagenina y del orden Lagenida. Su especie tipo es Palmula sagittaria. Su rango cronoestratigráfico abarca desde el Paleoceno hasta el Mioceno medio.

## Clasificación
Se han descrito numerosas especies de Palmula. Entre las especies más interesantes o más conocidas destacan:
- Palmula bensoni †
- Palmula bivium †
- Palmula sagittaria †
- Palmula taranakia †

Un listado completo de las especies descritas en el género Palmula puede verse en el siguiente anexo.
En Palmula se ha considerado el siguiente subgénero:
- Palmula (Flabellina), aceptado como género Flabellina